# Göran Hellsten
Carl Göran Hellsten, född 1 juli 1923 i Falun, död 2014, var en svensk väg- och vattenbyggnadsingenjör.
Hellsten, som var son till rektor Carl Gustaf Hellsten och Ruth Lindeberg, avlade studentexamen i Bromma 1942 och utexaminerades från Kungliga Tekniska högskolan 1948. Han var brokontrollant på vägförvaltningen i Västernorrlands län 1948, konstruktör på Malmö stads gatukontor 1949, utredningsassistent hos civilingenjör Nils Tengvik i Malmö 1950, hos teknologie doktor Mejse Jacobsson i Lidingö 1951, blev förste byråingenjör vid Bostadsstyrelsen i Stockholm 1954, biträdande direktör i AB Elementhus i Mockfjärd 1958 och var forskningsledare vid Statens institut för byggnadsforskning från 1961. 
Hellsten var expert i 1956 års bostadspolitiska utredning, ordförande i Mockfjärds byggnadsnämnd 1959, timlärare på Stockholms högre tekniska läroverk 1954–1955, fackredaktör på Teknisk tidskrift 1955–1958 och redaktör för tidskriften "Byggmästaren" från 1967.